# Weston Price
Weston Andrew Valleau Price (ur. 6 września 1870, zm. 23 stycznia 1948) – kanadyjski stomatolog, znany ze swoich teorii dotyczących związku między żywieniem, zdrowiem zębów i zdrowiem fizycznym. Założył instytut badawczy National Dental Association, który stał się sekcją badawczą American Dental Association i był przewodniczącym NDA w latach 1914–1928. 
Był członkiem założycielem  American Roentgen Ray Society, propagatorem zastosowania promieni Roentgena w diagnostyce stomatologicznej. Technikę zademonstrowaną przez Roentgena w 1895 Price stosował już w latach 1897-99, dążąc do możliwie najszerszej jej popularyzacji. Wynalazł wyłożone ołowiem rękawice, chroniące przed poparzeniami promieniami rentgenowskimi, zrzekając się jednak korzyści z patentu na rzecz społeczeństwa.
Price początkowo prowadził badania stomatologiczne nad leczeniem kanałowym zębów jako przyczyną chorób ogólnoustrojowych, z których w latach 1920 wywiódł "teorię infekcji ogniskowej", która doprowadziła do ekstrakcji migdałków i zębów u wielu pacjentów. Teoria infekcji ogniskowej, zakładająca że leczenie kanałowe zębów jest przyczyną ogólnoustrojowych schorzeń takich, jak np. artretyzm, choroby nerek, serca, układu nerwowego, pokarmowego, hormonalnego powstała przed poznaniem przyczyn tych schorzeń przez medycynę. Doprowadziło to do fali ekstrakcji jako rzekomego sposobu leczenia tych chorób lub nawet jako sposobu ich zapobiegania. Teoria ta spotykała się z żywym sprzeciwem już w chwili powstawania, a obalona została we wczesnych latach trzydziestych XX wieku i została zepchnięta na margines stomatologii w latach 50.
Przed 1930 Price skupił swoje zainteresowania badawcze na żywieniu. W 1939 roku opublikował pracę "Nutrition and Physical Degeneration", opisując swoje podróże w różne części świata w celu badania diet i sposobów odżywiania w różnych kulturach. W książce stwierdza, że stosowanie nowoczesnej zachodniej diety (szczególnie spożywanie mąki, cukru i przetworzonych tłuszczów roślinnych) powoduje niedobory żywieniowe, które są przyczyną problemów stomatologicznych i innych dolegliwości. Problemy stomatologiczne, które zaobserwował, obejmowały wady zgryzu i próchnicę zębów. Badania te spotkały się z różnymi opiniami i są dziś cytowane przez zwolenników wielu różnych teorii, w tym kontrowersyjnych teorii stomatologicznych i żywieniowych.